# Terreviento
Terreviento es una banda peruana de rock formada en Lima en 1999. Está integrada por Jorge "Cachete" Ruiz (voz), Giancarlo "El Mudo" García (guitarra y voces), Jorge Sabana (bajo y voces), Richard Villanueva  (Segunda  guitarra y coros)  y Walter "Chuki" Sotomayor (batería).

## Los primeros años
Terreviento se formó a mediados de 1999 en las aulas de la Facultad de Comunicaciones de la Universidad de Lima. La primera formación fue con Jorge "Cachete" Ruiz en la voz, Giancarlo "El Mudo" García en el bajo, Dany Tataje en la guitarra y Rubén Flórez en la batería. Con esta formación comenzaron a presentarse ocasionalmente en reuniones privadas y fiestas, tocando covers de diversas bandas y estilos. Cuando a finales de ese año Dany Tataje dejó la banda para iniciar otro proyecto (Nudo de Espejos), Giancarlo pasó a la guitarra y se incorporaron Miguel Ángel Parodi en el bajo y Jorge Sabana en la segunda guitarra. Durante este tiempo la banda se reunía esporádicamente para ensayar en los ratos libres, sin ninguna presión ni mayor ambición más que la de pasar el rato. Recién encontraron un incentivo cuando Rubén inscribió a la banda en el Concurso de Bandas Nescafé Rock, donde participaban grupos de las principales universidades de Lima. La banda logró una mención especial y fueron invitados por Gerardo Manuel (jurado del evento y reconocido crítico de rock) para tocar nuevamente en la final del concurso, que se realizó en el Hard Rock Café de Lima.
Luego, en el año 2000 fueron finalistas del Concurso de bandas de Rock organizado por el bar Sloppy Bob's. En este periodo empiezan las primeras composiciones de la banda, con un estilo similar al rock pesado de los 80´s.
En el 2001, la banda entró en un receso luego que Giancarlo planteara un cambio en el estilo musical para enfocarse en el punk. Así, se retiran del proyecto Rubén y Miguel Ángel, y Terreviento se aboca a la búsqueda de un nuevo baterista.Walter "Chuki" Sotomayor fue reclutado en mayo del 2002, durante un concierto de Dos Minutos y Rata Blanca. Inmediatamente la banda comenzó a componer temas para grabar su primer disco, y debutan con la nueva alineación en septiembre de ese mismo año, en el Bar Florentino de Barranco. Su primera presentación en un festival de la escena se dio en el concierto de Fin de Año de Dalevuelta, en diciembre.

## Al Extremo, el disco debut
Terreviento lanzó un EP promocional en enero del 2003, que contenía los temas "Capitán Futuro", "Maldita Hermosa" y "Terreviento". Dicho EP tuvo muy buenos comentarios y rotación en los programas radiales que emitían rock nacional. Rápidamente la banda se hizo conocida por la versión de la serie animada Capitán Futuro, y luego por Maldita Hermosa. En marzo, la banda fue invitada para telonear a Dos Minutos y Attaque 77, y comenzó a hacerse conocida en la escena underground limeña.
El disco debut "Al Extremo" vio la luz en agosto de ese año. A partir de ese momento, la banda se hizo más conocida en la escena independiente limeña y el tema "Bala Perdida" se convirtió en una de las canciones más coreadas en los conciertos.

## Club de Masoquistas
En agosto del 2005 la banda editó su segundo álbum "Club de Masoquistas", un disco conceptual que reflejaba la idiosincrasia peruana respecto a temas recurrentes: la política, la corrupción, la impunidad, el fracaso en el fútbol, el maltrato físico, etc. El sencillo "El país que no recuerda" es una crítica a una sociedad que se lamenta de sus males pero que no aprendió nada de su historia ni de los errores del pasado. De este disco también se extraen los temas "Cada Mañana", "Ya me cansé" y "Ser Humano".

## Resiste
Para el nuevo disco (el 3.º en estudio), la banda vino trabajando desde el 2008 en la composición y armado de aproximadamente 22 temas. Tras varios meses ensayándolos, grabando demos y mejorándolos, hacia finales del 2009 decidieron seleccionar sólo 12 para ingresar al estudio.
La producción tuvo retrasos inesperados. El más grave fue por una lesión a la muñeca del baterista de la banda que implicaba una larga rehabilitación sin fecha fija de recuperación. Esto obligó a la banda a buscar un reemplazo para poder grabar las sesiones de batería. Después de buscar opciones, la banda eligió a un viejo amigo: Jeremy Castillo (D´mente Común y Emergency Blanket) reconocido baterista de larga trayectoria.
Las sesiones de grabación comenzaron en junio de 2012 en el Estudio ADV bajo la supervisión del reconocido Ingeniero de Sonido peruano Sandro García. Después de aproximadamente 15 días de grabación, la banda termina con todas las sesiones y decide poner la producción del disco en pausa, entre otras cosas, por el mal momento de la movida de rock independiente peruano (la afluencia de público a conciertos con banda nacionales se redujo notablemente por el incremento de conciertos con artistas internacionales).
Cuando la escena se recupera hacia finales del 2011, Terreviento decide culminar el proyecto, eligiendo el track list final (8 temas de los 10 que finalmente grabaron) mezclando el disco y masterizándolo. Finalmente, la banda lanzó "Resiste" (Xulapi Records 2012) en un concierto de presentación el 21 de julio en Los Olivos que convocó a más de 4500 personas y tuvo como bandas invitadas a algunas de las más representativas de la movida independiente limeña.

## Discografía
- EP Promocional (Xulapi Records, 2003)
- Al Extremo (Xulapi Records, 2003)
- Club de Masoquistas (Xulapi Records, 2005)
- Resiste (Xulapi Recods, 2012)

- Tributo a Leusemia (GJ Records, 2004)
- Tributo a Narcosis (GJ Records, 2005)